# محمد عباس (لاعب كريكت)
محمد عباس (10 مارس 1990 في باكستان - ) هو لاعب كريكت باكستاني. شارك مع منتخب باكستان للكريكت. أما مع النوادي، فقد لعب مع Khan Research Laboratories cricket team ‏.

## وصلات خارجية
- محمد عباس على موقع إي آس بي آن كريك إنفو (الإنجليزية)